# فيليب وليامز
فيليب وليامز (6 يوليو 1884 في المملكة المتحدة - 6 مايو 1958 في المملكة المتحدة) (بالإنجليزية: Philip Williams)‏ هو لاعب كريكت بريطاني (وحمل سابقاً جنسية المملكة المتحدة لبريطانيا العظمى وأيرلندا). لعب مع نادي مقاطعة غلوستر للكريكت ‏.

## وصلات خارجية
- فيليب وليامز على موقع إي آس بي آن كريك إنفو (الإنجليزية)